# 使い魔

魔女と黒猫の使い魔

使い魔（つかいま、英: familiar spirits）とは、伝承やファンタジー（幻想文学）において、もっぱら魔法使いや魔女が使役する絶対的な主従関係で成り立つ魔物、精霊、動物などのことである。

## 概要
術者の近くにいる小動物を催眠状態にして使う事が多いが、目的によっては一時的に術者の能力の一部を与える場合もある。強力な術者の場合は使い魔を異世界から召喚したり、竜の牙など触媒から産み出す、護符や宝石に封じておいた魔物を解放するなどの手段を取る場合もある。いずれの場合も使い魔が術者以上の力を発揮する描写はあまり見られない。
使い魔の名前の通り、術者自ら行うまでもない些細な用事を代行する。代表的な用途としては伝言、届け物、留守番、偵察、戦闘等がある。
作品にもよるが、使い魔は知性や感情を持たないとされることが多い。その場合は単一の簡単な命令しかこなせないが、術者の命令を忠実に実行し決して背く事はない。
魔女においては悪魔からくだされた黒猫やカラスといった動物が使い魔として用いられ、術者はそれらの動物と感覚を共有するとされた。英語ではFamiliar（ファミリアー、「親しい」等の意）と呼ばれることが多い。

## 宗教人類学における使役霊（familiar spirits）
シャーマン的職能者などが一般に自在に使役できると信じられている 超自然的存在。憑きもの信仰などの妖術信仰としばしば結びつく。憑きもの信仰 の語は、使役霊に対する崇拝であることもあるが、憑きものが実在すると信ずる慣習を指すことが一般的である。また、使役霊と見なされる動物が、シャーマン的職能者の分身、または変身した姿であると信じられていることもあるなど、錯綜したケースも多い。